# Limopsis radialis
Limopsis radialis är en musselart som beskrevs av Dall 1927. Limopsis radialis ingår i släktet Limopsis och familjen Limopsidae. Inga underarter finns listade i Catalogue of Life.